# GJ 1132b
GJ 1132b is een exoplaneet op 41 lichtjaar van de aarde.

## Beschrijving
Het hemellichaam heeft 1,4x de grootte van de aarde en werd ontdekt op 11 mei 2015. In 2017 werd door wetenschappers gesteld dat deze superaarde een atmosfeer zou hebben, gesuggereerd werd dat deze zou bestaan uit een dikke laag gassen van water, methaan of een mengeling van beiden. De planeet zou echter niet leefbaar zijn met een oppervlakte temperatuur van ca. 370°c.
Wetenschappers vermoeden dat de planeet een synchrone rotatieperiode heeft. De roodkleurige planeet werd waargenomen met de telescopen op de Chileense berg Cerro Tolodo.